# Моралес Браво, Иван Андрес
Иван Андрес Моралес Браво (исп. Iván Andrés Morales Bravo; 27 июля 1999, Линарес) — чилийский футболист, нападающий клуба «Крус Асуль».

## Карьера
Моралес — воспитанником клуба «Коло-Коло». 21 августа 2016 года в матче против «Уачипато» он дебютировал в чилийской Примере. 8 декабря в поединке против «Палестино» Иван забил свой первый гол за «Коло-Коло». В своём дебютном сезоне Моралес завоевал Кубок Чили.

## Международная карьера
В 2015 году Моралес в составе юношеской сборной Чили принял участие в юношеском чемпионате Южной Америки в Парагвае. На турнире он сыграл в матчах против команд Боливии, Эквадора и Аргентины.
В 2017 года Моралес в составе молодёжной сборной Чили принял участие в молодёжном чемпионате Южной Америки в Эквадоре. На турнире он сыграл в матчах против команд Колумбии, Парагвая и Эквадора.

## Достижения
- Обладатель Кубка Чили (3): 2016, 2019, 2021